# Chandni Chowk to China
Chandni Chowk to China  è un film del 2009 diretto da Nikhil Advani.
Pellicola in lingua hindi con protagonisti Akshay Kumar e Deepika Padukone e che ha, tra gli altri interpreti Mithun Chakraborty e l'attore cinematografico d'azione di Hong Kong Gordon Liu.
Il film ruota attorno a un tagliaverdure di Chandni Chowk a Delhi, che si ritrova in un'avventura in Cina dopo che gli abitanti di un villaggio oppresso lo ritengono la reincarnazione di un rivoluzionario cinese ucciso.

## Trama
Sidhu è un modesto tagliaverdure in una bancarella di cibo lungo la strada nel mercato di Chandni Chowk di Delhi, che consulta astrologi, lettori di tarocchi e falsi fachiri nonostante le esortazioni del padre adottivo Dada. Quando due estranei dalla Cina lo rivendicano come reincarnazione dell'eroe di guerra "Liu Shen" e lo portano in Cina, Sidhu, incoraggiato dall'imbroglione Chopstick, crede che sarà considerato un eroe, ignaro del proprio reclutamento per assassinare il contrabbandiere Hojo.
Sidhu si reca in Cina con Chopstick. Lungo la strada, incontra Sakhi, una promotrice di articoli commerciali indiano-cinese nota come Ms. Tele Shoppers Media, o Ms. TSM, che appare anche in Cina. Sua sorella gemella Suzy, conosciuta come la femme fatale Meow Meow, lavora per Hojo, non sapendo che Hojo ha cercato di uccidere suo padre, l'ispettore Chiang. Sidhu, attraverso una serie di incidenti, inizialmente sfugge a Hojo. Tuttavia, Sidhu apprende la verità sulla sua identità e, sconvolto, si scusa con Hojo. Proprio in quel momento, Dada si presenta e inizia a picchiare gli uomini di Hojo, ma questi lo uccide e smaschera Sidhu. Sidhu, successivamente ferito e disonorato, promette vendetta.
Tre mesi dopo, Sidhu incontra un vagabondo amnesico, che in seguito identifica a Sakhi come ispettore Chiang. Chiang in seguito recupera la sua memoria e allena Sidhu nel kung fu. Quando Hojo incontra di nuovo Sidhu, Suzy ferisce Chiang; ma vedendo Sakhi, tradisce Hojo. Sidhu combatte Hojo in un duello, usando infine una variante alla tecnica di taglio vegetale per sopraffarlo. Dopo un lungo combattimento, Sidhu alla fine uccide Hojo.
In seguito, Sidhu apre una bancarella di verdure in Cina, ma viene reclutato per combattere per alcuni pigmei africani.

## Produzione
Il film, precedentemente noto come Mera Naam Chin Chin Choo e anche Made in China, è stato cosceneggiato da Sridhar Raghavan. Le riprese sono iniziate nel gennaio 2008 e includevano un programma in Cina.  La musica è di Shankar, Ehsaan e Loy. Il film include anche musiche di Kailash Kher, Bappi Lahiri-Bappa Lahiri e una canzone rap cantata da Akshay Kumar e composta dal rapper punjabi Bohemia. L'album della colonna sonora è stato rilasciato il 2 dicembre 2008.

### Riprese
Molte parti del film sono state girate a Bangkok, in Thailandia, mentre tra le scene girate in Cina, una parte sono state effettuate nello Shanghai Film Studio.